# Cneu Cornélio Lêntulo Getúlico
Cneu Cornélio Lêntulo Getúlico (em latim: Gnaeus Cornelius Lentulus Gaetulicus); m. 27 de outubro de 39) foi um senador, escritor e poeta romano da gente Cornélia eleito cônsul em 26 com Caio Calvísio Sabino. Era filho de Cosso Cornélio Lêntulo, cônsul em 1 a.C.. 
Depois de ter sido implicado numa conspiração para assassinar o imperador Calígula, Getúlico foi executado.

## Carreira
Depois de seu consulado, Getúlico foi legado imperial na Germânia Superior, possivelmente substituindo seu irmão, Cosso Cornélio Lêntulo, e lá permaneceu entre 29 e 39 enquanto seu sogro, Lúcio Aprônio, governava a Germânia Inferior. Getúlico era muito querido pelas tropas, mas sua atitude complacente provavelmente deu lugar a um relaxamento na dura disciplina militar que deixou a Gália suscetível a invasões das tribos germânicas.
Getúlico era aliado de Lúcio Élio Sejano, o prefeito da guarda pretoriana, e sua filha chegou a ficar noiva do filho dele. Depois da queda de Sejano, em 31, Getúlico supostamente sobreviveu por ter escrito ao imperador Tibério uma carta com diversas sutis advertências a respeito de sua capacidade de mobilizar e controlar as poderosas legiões da fronteira do Reno.
Depois da morte de Tibério, Getúlico tentou conquistar seu sucessor, Calígula, escrevendo comentários elogiosos sobre seu nascimento, talvez na esperança de receber o comando da esperada invasão das ilhas Britânicas. Apesar disto, Getúlico se viu implicado numa conspiração contra Calígula em 39, provavelmente a mesma que levou à execução de Marco Emílio Lépido, o viúvo da finada irmã do imperador, Drusila, e amigo dele. Calígula soube da trama e ordenou a execução de Getúlico e de sua esposa, provavelmente em 27 de outubro.

## Escritor
Getúlico foi também um escritor e uma obra sua (perdida) foi citada como fonte tanto por Suetônio ("Vidas dos Doze Césares") quanto por Tácito ("Anais"). Suetônio o cita nominalmente em "Vida de Calígula". Era também um poeta de certo renome e escreveu versos eróticos que inspiraram Marcial, que o citou como um precedente para o uso livre do latim.

## Família
A esposa de Getúlico era Aprônia Cesênia, filha de Lúcio Aprônio, cônsul sufecto em 8. Os dois tiveram um filho, Cneu Cornélio Lêntulo Getúlico, que foi cônsul sufecto em 55.